# Кјаризи-Чикетони (Палермо)
Кјаризи-Чикетони је насеље у Италији у округу Палермо, региону Сицилија.
Према процени из 2011. у насељу је живело 47 становника. Насеље се налази на надморској висини од 743 м.